# Балтійський район (Калінінградська область)
Балтійський район - адміністративний район в Калінінградській області Росії. Адміністративний центр - місто Балтійськ

## Адміністративний поділ
- Балтійське міське поселення
- Приморське міське поселення
- Сільське поселення Дивне

## Історія
Балтійський муніципальний район утворений в 2008 році внаслідок адміністративної реформи в Калінінградській області.